# Anne Cobbe
Anne Philippa Cobbe (Sharnbrook, Bedfordshire, 7 de agosto de 1920 – Oxford, 15 de dezembro de 1971) foi uma matemática britânica.

## Vida
Filha mais jovem do general Alexander Cobbe e de Winifred Ada Bowen.